# Grupa Operacyjna Kawalerii gen. Grzmota-Skotnickiego
Grupa Operacyjna Kawalerii gen. Grzmota-Skotnickiego – improwizowany związek taktyczny Wojska Polskiego w czasie kampanii wrześniowej 1939.

## Formowanie
Grupa Operacyjna Kawalerii gen. Grzmota-Skotnickiego powołana została rozkazem dowódcy grupy armii „Poznań”-„Pomorze” gen. Tadeusza Kutrzeby wieczorem 8 września 1939.
Sztab Grupy zorganizowany został w Izbicy Kujawskiej na bazie sztabu Pomorskiej Brygady Kawalerii, a następnie dyslokowany został  do Głębokiego. Oddziały Grupy miały ześrodkować się na północ od Dąbia. Aby zapewnić sobie przejście przez Ner, płk Strzelecki skierował z  rejonu Czołowa do Dąbia 9 pułk ułanów ppłk dypl. Klemensa Rudnickiego i szwadron kolarzy brygady.  Jeszcze przed świtem dowódca 9 puł, , obsadził dwoma szwadronami przyczółek mostowy. Pozostałe siły rozmieścił w rejonie Dąbie Poduchowne. 
Późnym wieczorem marsz w kierunku Dąbia rozpoczęły pozostałe oddziały Podolskiej Brygady Kawalerii płk. dypl. Leona Strzeleckiego. 
6 puł i dowództwo brygady w nocy przeszły do lasu Lądorudź. W Chełmnie stanął 14 puł, tabory i służby brygady w Mniewie. Około 5:00 rano w rejon ześrodkowania brygady przybył 7 batalion strzelców z 3 baterią 67 dywizjonu artylerii lekkiej.
Wieczorem 8 września zastępca dowódcy pułku, ppłk Tadeusz Lękawski otrzymał rozkaz przegrupowania pułku z Izbicy Kujawskiej w rejon Tarnówki i tam wejścia w skład GO Kawalerii. Rano pułk dotarł do miejsca przeznaczenia. 

## Struktura organizacyjna
Skład:
- dowództwo Grupy
- Podolska Brygada Kawalerii
  - pododdziały organiczne Podolskiej BK
  - 7 batalion strzelców
  - 3 bateria 67 dywizjonu artylerii lekkiej
- zbiorczy pułk Pomorskiej BK
  - cześć 8 pułku strzelców konnych
  - dwa szwadrony liniowe 2 pułku szwoleżerów
  - szwadron kolarzy 2 pułku szwoleżerów
- 1 i 4 bateria 11 dywizjonu artylerii konnej